# Koichi Oita
Koichi Oita, född 9 april 1910 i Tokyo prefektur, Japan, var en japansk fotbollsspelare.